# Lyriothemis elegantissima
Lyriothemis elegantissima – gatunek ważki z rodziny ważkowatych (Libellulidae).